# 坂井孫八郎
坂井孫八郎（生年不詳－1556年）是日本戰國時代武將。織田信光的家臣。
織田家家臣坂井氏的一族。弘治元年11月26日（1556年1月7日），在那古屋城中殺害城主織田信光，但是不久後被受織田信長之命的佐佐孫介討殺。